# جدول کاراکتر
در نظریه گروه‌ها، جدول کاراکتر (به انگلیسی: Character Table)، یک جدول دو بعدی است که سطرهای آن متناظر با نمایش‌های تحویل ناپذیر، و ستون‌هایش نیز با رده‌های تزویجی عناصر گروهی متناظر است. مداخل جدول شامل کاراکترها می‌باشند، که همان اثر (تریس) ماتریس‌های نمایش‌دهنده عناصر گروهی مربوط به رده ستون و نمایش سطر مورد نظر می‌باشند. در شیمی، بلورنگاری و طیف‌بینی، جداول کارکتری از گروه‌های نقطه‌ای را مثلاً جهت دسته‌بندی ارتعاشات مولکولی برحسب تقارنشان، و پیش‌بینی این که آیا به دلایل تقارنی امکان انتقال بین دو حالت امکان‌پذیر است یا خیر به کار می‌برند. بسیاری از کتب درسی سطح دانشگاهی در مورد شیمی‌فیزیک، شیمی کوانتومی، طیف‌بینی و شیمی معدنی، فصلی را به استفاده از جداول کاراکتر مربوط به گروه‌های تقارنی اختصاص می‌دهند.